# Iușkivți, Jîdaciv
Iușkivți (în ucraineană Юшківці) este un sat în comuna Deveatnîkî din raionul Jîdaciv, regiunea Liov, Ucraina.

## Demografie
Componența lingvistică a localității Iușkivți
     Ucraineană (100%)
Conform recensământului din 2001, toată populația localității Iușkivți era vorbitoare de ucraineană (100%).